# فرودگاه دریاچه سندی
فرودگاه دریاچه سندی (به انگلیسی: Sandy Lake Airport) یک فرودگاه همگانی با کد یاتا ZSJ است که یک باند فرود شن دارد و طول باند آن ۱۰۶۹ متر است. این فرودگاه در کشور کانادا قرار دارد و در ارتفاع ۲۹۰ متری از سطح دریا واقع شده است.

## شرکت‌های هواپیمایی و مقصدهای پروازی
| شرکت‌های هواپیمایی  | مقصدهای پروازی                                                       |
| ------------------ | -------------------------------------------------------------------- |
| Perimeter Aviation | پیکانگیکوم، دریاچه سچیگو، سو لوک‌اوت، وینیپگ جیمز آرمسترانگ ریچاردسون |
| واسایا ایرویز      | وینیپگ جیمز آرمسترانگ ریچاردسون (آغاز از ۱۴ اوت ۲۰۱۷)                |